# El demonio y la señorita Prym
El demonio y la señorita Prym -en portugués O Demônio e a srta Prym- es una novela del escritor brasileño Paulo Coelho publicado en 2000, que se basa en el conflicto entre el Bien y el Mal. 
Con esta novela, Paulo cerraba una trilogía que llamó “Y el séptimo día”, iniciada con A orillas del Río Piedra me senté y lloré (1994) y que tuvo su continuación con Veronika decide morir (1998). Según el autor “son tres libros que hablan de una semana en la vida de personas normales que se ven afrontando súbitamente el amor, la muerte y el poder”.

## Argumento
Viscos es un pueblo del norte de España perdido en el tiempo y el espacio, donde sus habitantes, en su mayoría gente mayor cuyos hijos se han trasladado a la gran ciudad, viven aburridos y esperando el fin del pueblo. Es una comunidad dividida por la codicia, la cobardía y el miedo. Un día un extranjero llega al pueblo, un hombre perseguido por el fantasma de un pasado doloroso y conoce a la joven camarera Chantal Prym, una muchacha en busca de la felicidad. 
El extranjero ha viajado desde muy lejos y necesita encontrar la respuesta a una pregunta que le atormenta: en su esencia, ¿el ser humano es bueno o malo?
En siete días se desarrolla una trama perversa con la que el extranjero pone a prueba a los habitantes de Viscos.
Allí, enterrados bajo tierra, hay diez lingotes de oro que entregará al pueblo con una condición: que la señorita Prym les proponga a sus vecinos que maten a alguien en el plazo de una semana. Si aparece un habitante asesinado, él les entregará ese oro que les arreglará la vida y le quedará claro que el ser humano es malo por naturaleza. Si no, él se llevará el oro consigo y comprenderá que el ser humano es bueno por naturaleza.
El Bien y el Mal librarán una batalla decisiva, y cada personaje decidirá a cuál de los dos bandos pertenece. 
de la conciencia de Chantal, que no sabe si contarle esto al pueblo o no. Cuando al final lo hace, tras mucho pensar, los habitantes deciden acabar con la persona más anciana del pueblo: Berta, a quien duermen. Ella, resignada, no puede hacer nada, hasta que Chantal impide que la maten contando un par de verdades que respectan a todo el pueblo. El extranjero entrega el dinero a Chantal yéndose del pueblo y así termina la historia. Pero, el ser humano, en esencia: ¿es bueno o malo? A cada momento el autor plantea distintos aspectos en la vida de cada ser humano, tales como el miedo, el terror o la cobardía, haciendo reflexionar a sus lectores.
Pero de igual forma podemos notar que cada ser humano es un mundo, con sus propios conflictos, tomando decisiones y tratando de acertar en ellas. Este libro nos ayuda a ver las contradicciones y los retos que se deben enfrentar en esta vida y lo más importante a darnos cuenta que toda decisión que tomamos conlleva una serie de consecuencias, y nos lleva a suscitar interrogantes como: ¿somos capaces de hacer lo correcto en una situación desesperada? Todo hecho tiene su consecuencia. 
A través de la novela se pueden apreciar muchas falencias del hombre. El alcalde del lugar era un hombre avaro y que quería imponer su autoridad, un hombre bueno que la vida que lo ha convirtió en malo, como lo es el extranjero, el cual por las desgracias decide ofrecer tan terrible propuesta. Chantal, la única joven del pueblo, que por un sueño deja todo, llegando incluso a acostarse con los huéspedes del hotel, en el que trabaja, con la esperanza de que alguno de ellos la lleve consigo.

## Personajes principales
- Chantal Prym: una joven que trabaja como camarera en el único hotel-bar de Viscos y se acuesta con algunos de sus huéspedes para ver si se la llevan con ellos, ha dejado todos sus sueños atrás y es la única que demuestra tener un buen corazón.
- El extranjero: Un hombre sufrido, con un pasado doloroso, un hombre que vivió la vida de todas las maneras que se pueden vivir, conocedor, sabio. Con una pregunta que lo atormenta, capaz de todo por encontrar la respuesta.

## Personajes secundarios
- Berta: La anciana del pueblo, viuda, sabia y solitaria. Pensaban que era una bruja, porque ella hablaba con su esposo ya fallecido.
- El sacerdote: No es tan bueno y puro como parece ser, tiene su lado oscuro y pecador.
- El alcalde: A veces tiene una lucha de poder con el sacerdote, piensa que él le saca autoridad. Abusa de su poder.
- La mujer del alcalde: Acompaña a su marido en sus reuniones y actividades.
- El marido fallecido de Berta
- La abuela fallecida de Chantal
- La dueña del hotel: La patrona de Chantal.
- El demonio del extranjero
- El terrateniente
- El Herrero
- Los habitantes: Parecen ser honrados y buenos, pero al presentarse la oportunidad de superarse no les importa lo que tengan que hacer. Se conocen entre todos.
- San Sabino: Personaje mítico de la historia del pueblo. Fue el que cambio el alma de Ahab.
- Ahab: Personaje mítico de la historia de Viscos. Era el habitante más respetado por ser el mayor asesino del pueblo, hasta que San Sabino lo conmovió.

## Traducciones
El demonio y la señorita Prym  se ha publicado a 44 idiomas diferentes: albanés, alemán, árabe, armenio, búlgaro, catalán, coreano, croata, checo, chino (complejo), chino (simplificado), danés, eslovaco, esloveno, español, estonio, farsi, finlandés, francés, georgiano, griego, hebreo, holandés, húngaro, indonesio, inglés, italiano, japonés, , letón, lituano, macedonio, malayalam, marathi, noruego, polaco, portugués, rumano, ruso, serbio, sueco, tailandés, turco, ucraniano, y vietnamita.

## Inspiración
El demonio y la señorita Prym nació de una visita que Paulo hizo al pueblo francés de Viscos, en la frontera con España. En la fuente de la plaza principal vio una curiosa escultura que consistía en un chorro de agua que salía de un sol directamente hacia la boca de un sapo, y por más que preguntó a los habitantes, no pudo entender el significado de la extraña composición. Esta imagen permaneció meses en su cabeza hasta que decidió aprovecharla como representación del Bien y del Mal en esta novela.

La Plaza Prim, uno de los rincones más antiguos y populares del barrio del Poblenou de Barcelona, sirvió también como inspiración para dar apellido a la protagonista de la novela, la señorita Prym.

## Enlaces
- Editorial Planeta

- Datos: Q1997592